# رالف دبليو. إليس
رالف دبليو. إليس (بالإنجليزية: Ralph W. Ellis)‏ هو سياسي أمريكي، ولد في 25 نوفمبر 1856 في الولايات المتحدة، وتوفي في 28 سبتمبر 1945. حزبياً، نشط في الحزب الجمهوري. وقد انتخب عضو مجلس نواب ماساتشوستس.